# Boros László (politikus)
Boros László (Sopron, 1947. augusztus 30. –) magyar építésvezető, politikus, 1990 és 1998 között országgyűlési képviselő (MSZP).

## Élete
Boros László kisiparos és Spörk Margit hivatalsegéd fiaként született. Általános iskolai tanulmányait szülővárosában, középiskolai tanulmányait Győrben végezte, ahol 1965-ben a Hild József Építőipari Technikumban végzett. A Győr Megyei Állami Építőipari Vállalat Soproni Főépítés-vezetőségén helyezkedett el építésztechnikusként, majd 1975-ben ugyanitt építésvezető, 1980-ban pedig művezető lett a Soproni Magasépítő Ipari Kft.-nél. Másodállásban esetenként bírósági szakértőként és műszaki vezetőként dolgozott.
1968-ban lépett be a Magyar Szocialista Munkáspártba. 1985 és 1989 között az MSZMP Sopron Városi Pártbizottsága tagja, majd 1988 májusától 1989 októberéig az MSZMP KB, illetve a politikai intézőbizottság tagja volt. 1987-ben a Marxizmus-Leninizmus Esti Egyetem győri szakosító tagozatának magyar munkásmozgalom szakát végezte el. A Magyar Szocialista Párt alakuló kongresszusán, 1989 októberében a párt országos elnökségi tagjává választották, tisztségét 1990 májusáig töltötte be. Az 1990-es országgyűlési választáson az MSZP országos listájáról szerzett mandátumot, az Országgyűlésben 1991-től jegyzői tisztséget viselt.
Az 1994-es országgyűlési választáson pártja Győr-Moson-Sopron megyei területi listájáról jutott a parlamentbe, ahol ismét jegyzővé választották. 1995 és 2003 között az MSZP Győr-Moson-Sopron megyei elnöke volt. Az 1998-as országgyűlési választáson nem szerzett mandátumot, ezután a Stettin Hungária Kft. vállalkozási és minőségügyi vezetőjeként helyezkedett el. Az 1998-as önkormányzati választáson soproni önkormányzati képviselővé választották, egészen 2010-ig a városi közgyűlés tagja volt.
Felesége 1968-tól Sift Györgyi kisvállalkozó, három gyermekük született.